# Zdziar Wielki (gromada)
Zdziar Wielki – dawna gromada, czyli najmniejsza jednostka podziału terytorialnego Polskiej Rzeczypospolitej Ludowej w latach 1954–1972.
Gromady, z gromadzkimi radami narodowymi (GRN) jako organami władzy najniższego stopnia na wsi, funkcjonowały od reformy reorganizującej administrację wiejską przeprowadzonej jesienią 1954 do momentu ich zniesienia z dniem 1 stycznia 1973, tym samym wypierając organizację gminną w latach 1954–1972.
Gromadę Zdziar Wielki z siedzibą GRN w Zdziarze Wielkim utworzono – jako jedną z 8759 gromad na obszarze Polski – w powiecie płockim w woj. warszawskim, na mocy uchwały nr VI/10/13/54 WRN w Warszawie z dnia 5 października 1954. W skład jednostki weszły obszary dotychczasowych gromad Begno, Przedbórz, Sarzyn i Zdziar Wielki ze zniesionej gminy Staroźreby w tymże powiecie. Dla gromady ustalono 11 członków gromadzkiej rady narodowej.
29 lutego 1956 z gromady Zdziar Wielki wyłączono kolonię Zdziar Las włączając ją do gromady Staroźreby w tymże powiecie; do gromady Zdziar Wielki przyłączono natomiast część wsi Szulbory o powierzchni 16,42 ha z gromady Łubki w tymże powiecie.
Gromadę zniesiono 31 grudnia 1959, a jej obszar włączono do gromady Staroźreby w tymże powiecie.